# Стојан Вељковић
Стојан Вељковић (Параћин, јануар 1831 – Београд, 22. април 1925) био је српски професор права и политичар. Вељковић је обављао функцију министра правде 1871-73 и 1879-80. 

## Биографија
Рођен је у Параћину као син Јована Вељковића (1795–1874), војног заповедника и министра из времена друге владе кнеза Милоша. Припадао је породици Вељковић-Петронијевић-Цукић, која је Србији дала више значајних јавних личности из реда политичара, државника, диломата и војника. 
Студирао је од априла 1851. године права у Немачкој, у Берлину. Наставио је августа 1852. године права у Хајделбергу где је и докторирао  21. марта 1854. године. Завршио је за професора римског и кривичног права, а накнадно се стручно усавршавао у Паризу. Заменио је проф. Рајка Лешјанина фебруара 1856. године на катедри за римско права у београдском Лицеју. Остао је 1864. године без професорске службе (као опозиционар), јер се успротивио цензури. Био је члан (од 1866) и председник (1875) Апелационог или Касационог суда са прекидима скоро 40 година; и његов председник по други пут 1897–1901. године Заслужан је за доношење више закона и Устава Србије из 1869. године. Написао је врло цењено дело „Објашњење трговачког законика“, на 544 стране, Државна штампарија, Београд, 1866. године  512041648. 
Припадао је Либералној странци и више пута биран за народног посланика. Био је министар правде 1871-1873. и 1879-1880. године.
Био је члан Друштва српске словесности, Српског ученог друштва и почасни члан Српске краљевске академије.
Када је 1903. године укинут Устав из 1901. године и укинут Сенат, чији је он био први потпредседник повукао се из јавног живота. Умро је после краћег боловања априла 1925. године у 95-ој години живота, у Београду, где почива на Новом гробљу.
Имао је зграду на савском пристаништу, срушену због градње новог пред Други светски рат.